# TJ Sokol Přímětice
TJ Sokol Přímětice je český fotbalový klub, který sídlí v moravském městě Znojmo v Jihomoravském kraji. Založen byl v roce 1996 bývalými hráči mužstev ve znojemském okrese. Nyní hraje 1.B třídu Jihomoravského kraje.